# Leonard Maue
Leonard Maue (* 1994 oder 1995) ist ein professioneller deutscher Pokerspieler. Er stand im Jahr 2023 für 18 Wochen an der Spitze der Onlinepoker-Weltrangliste.

## Persönliches
Maue stammt aus Braunschweig und lebt in Wien.

## Pokerkarriere
Maue begann Anfang der 2010er-Jahre mit Poker und betreibt das Spielen von Turnieren seit Ende des Jahrzehnts professionell.

### Online
Maue spielt seit August 2012 Onlinepoker. Er nutzt die Nicknames Grozzorg (PokerStars sowie 888poker), TouchSomeGrass (GGPoker), RainerMitAI (Americas Cardroom, partypoker sowie Stan James), DeathByFOMO (PokerStars.ES), franceYOLO (PokerStars.FR) und summasumarum (Winamax). Mit Turnierpoker hat sich der Deutsche auf den Plattformen mehr als 10,5 Millionen US-Dollar erspielt, wobei der Großteil von über 5 Millionen US-Dollar bei GGPoker gewonnen wurde. Dort entschied er u. a. im März 2023 die Super Million$ für sich und erhielt seine bislang höchste Auszahlung von mehr als 1,3 Millionen US-Dollar. Auf PokerStars erspielte sich Maue bislang über 3 Millionen US-Dollar und gewann 2022 ein Turnier der World Championship of Online Poker.
Vom 3. bis 23. Mai 2023 stand Maue als dritter deutschsprachiger Spieler erstmals für 3 Wochen auf Platz eins des PokerStake-Rankings, das die erfolgreichsten Onlinepoker-Turnierspieler weltweit listet. Vom 26. Juli bis 10. Oktober 2023 war er erneut Führender, womit er insgesamt für 18 Wochen an der Spitze stand.

### Live
Seine erste Geldplatzierung bei einem Live-Pokerturnier erzielte Maue Ende April 2013 im King’s Resort in Rozvadov. Im Oktober 2015 erreichte er bei der World Series of Poker Europe in der Spielbank Berlin bei einem Turnier der Variante No Limit Hold’em die bezahlten Plätze. Im Juli 2016 war der Deutsche erstmals bei der Hauptturnierserie der World Series of Poker (WSOP) im Rio All-Suite Hotel and Casino in Paradise am Las Vegas Strip erfolgreich und kam beim Main Event in die Geldränge. In Breda gewann er Ende Dezember 2017 das Main Event der Dutch Open und erhielt für seinen ersten Sieg bei einem Live-Turnier den Hauptpreis von mehr als 40.000 Euro. Im Januar 2019 entschied Maue in Seefeld in Tirol das High Roller der Casinos Austria Poker Tour (CAPT) mit einer Siegprämie von 60.000 Euro für sich. Bei der WSOP 2019 erzielte er sechs Geldplatzierungen und sicherte sich sein höchstes Preisgeld von rund 175.000 US-Dollar für den vierten Platz bei der No-Limit Hold’em 6-Handed Championship. Mitte Januar 2020 setzte sich der Deutsche beim Main Event der CAPT Seefeld durch und erhielt aufgrund eines Deals knapp 70.000 Euro. Bei der WSOP 2021 saß er bei einem 50.000 US-Dollar teuren High Roller am Finaltisch und schied auf dem mit über 100.000 US-Dollar dotierten neunten Rang aus. Im November und Dezember 2021 gewann Maue im Aria Resort & Casino und Hotel Bellagio am Las Vegas Strip jeweils ein Turnier der PokerGO Tour und sicherte sich Preisgelder von rund 300.000 US-Dollar. Bei der European Poker Tour (EPT) in Barcelona gewann er Mitte August 2022 ein eintägiges High Roller mit einer Siegprämie von mehr als 650.000 Euro. Anfang Mai 2023 erreichte der Deutsche beim Main Event der EPT Monte-Carlo das Heads-Up gegen Mike Watson. Dort unterlag er dem Kanadier und musste sich mit dem zweiten Platz und aufgrund eines zuvor ausgehandelten Deals mit knapp 700.000 Euro begnügen.
Insgesamt hat sich Maue mit Poker bei Live-Turnieren knapp 4 Millionen US-Dollar erspielt.